# Beiersdorf (przedsiębiorstwo)
Beiersdorf AG – międzynarodowy koncern kosmetyczny z siedzibą w Hamburgu, w Niemczech. Producent kosmetyków, m.in. marki Nivea.
Początki firmie dało założone w drugiej połowie XIX w. w Altonie niewielkie laboratorium farmaceutyczne Carla Paula Beiersdorfa. W roku 1890 zadłużone, zatrudniające 11 pracowników laboratorium odkupił z finansową pomocą rodziny młody farmaceuta żydowskiego pochodzenia, Oskar Troplowitz. Pozostawił on dotychczasową nazwę „Beiersdorf”, dodając do niej jedynie suplement „& Co”. Dwa lata później Troplowitz zakupił nową działkę przy ówczesnej Lockstedter Weg w Altonie (obecna Unnastrasse), gdzie zbudował nowy zakład produkcyjny. Od 1 listopada 1892 mieściła się tam główna siedziba przedsiębiorstwa.
W 1911 r. Troplowitz, współpracując z dermatologiem, prof. Paulem Gersonem Unną, wprowadził na rynek najbardziej znany kosmetyk w historii – krem „Nivea”.
W 1914 r. zakład zatrudniał już ponad 500 pracowników i sprzedawał swe produkty w wielu krajach świata.
Po dojściu do władzy przez nazistów przedsiębiorstwo poddano przymusowej aryzacji.
W Polsce posiada zakład produkcyjny w Poznaniu – występujący jako spółka-córka Nivea Polska Sp. z o.o. – dawniejsza Pollena-Lechia.